# Szatala Ödön
Szatala Ödön (Görbeszeg, 1889. február 5. – Budapest, 1958. június 27.) botanikus, a vetőmagvizsgálat szakembere, a biológiai tudományok kandidátusa (1952).

## Életpályája
Görbeszegen született 1889. február 5-én. Tanulmányait a budapesti tudományegyetem bölcsészkarán végezte. 1913-tól a növénytani tanszéken tanársegéd volt; 1916-ban doktorált.
1914–1919 között a Vetőmagvizsgáló Intézetben dolgozott. A Tanácsköztársaság mellett foglalt állást, ezért 1921-ben állásvesztésre ítélték. Különböző kereskedelmi cégeknél dolgozott és csak 1927-ben került vissza az intézethez. 1945-ben az intézet igazgatója lett. 1952-től haláláig az Magyar Nemzeti Múzeum növénytárában dolgozott és előadott az egyetemen is.

## Munkássága
A vetőmagvizsgálat mellett jelentős munkát végzett Magyarország és a Balkán zuzmóflórájának feldolgozása terén is. Mintegy száz új zuzmófajt írt le. A Magyar Nemzeti Múzeum zuzmógyűjteménye mellett több külföldi múzeum gyűjteményét is feldolgozta.

## Főbb munkái
- Lichenes Hungariae (Folia Cryptogamica, 1927 és 1930)
- Magyarország zuzmóinak határozó kézikönyve (Kézirat)